# Naman Keïta
Naman Keïta (født 9. april 1978 i Paris, Frankrig) er en fransk atletikudøver (sprinter/hækkeløber), der var en del af det franske stafethold, der vandt guld i 4 x 400 meter ved både VM på hjemmebane i Paris i 2003 og ved EM i Göteborg i 2006. Ved OL i Athen 2004 vandt han desuden bronze på 400 meter hæk-distancen.